# Sabaces
Sabaces (Σαβάκης) fou un militar persa, que va morir el 333 aC.
Fou sàtrapa d'Egipte sota el rei Darios III de Pèrsia Codomà. Va participar en la batalla d'Issos contra Alexandre el Gran, el 333 aC, en la qual va morir. El seu nom apareix escrit també com Sataces o Sathaces. Diodor de Sicília l'anomena Tasiaces.

## Resistència a Alexandre el Gran
Abans de la batalla d'Issus (a l'actual Turquia), Sabaces va abandonar Egipte amb el seu exèrcit per unir-se a Darius III a Síria i donar-li suport en la seva lluita contra Alexandre el Gran. Durant la batalla d'Issos (novembre del 333 aC) Alexandre i els seus genets van lluitar entre les tropes enemigues fins que van arribar molt a prop de Dari III, la vida del qual estava, per tant, amenaçada. Dari III va ser protegit pels més nobles perses, entre ells també Sabaces, que va ser assassinat:
| «                                             | Dels perses van ser assassinats ars, rheomithres i atizyes que havien comandat la cavalleria a la batalla del granicus. Sabaces, virrei d'Egipte, un dels dignataris perses, també va ser assassinat, a més de 100.000 dels soldats privats, entre ells més de 10.000 cavallers. | » |
| — Anabasis d'Alexandre. Llibre II, Capítol XI | |   |

El rei persa va fugir perquè temia per la seva vida; per això els macedonis van guanyar la batalla.

## Successor
Mazaces va ser probablement el successor de Sabaces a Egipte, però com que Sabaces s'havia endut amb ell gairebé totes les forces d'ocupació, Mazaces no va poder organitzar la resistència militar contra els macedonis. Per tant, Alexandre el Gran va poder prendre Egipte sense lluitar (332 aC).